# Wyandotte
Pour les articles homonymes, voir Wyandotte (Michigan) et Wyandotte (Oklahoma).
Pour des articles plus généraux, voir Gallus gallus domesticus et Liste des races de poules.
La wyandotte est une race de poule domestique originaire des États-Unis. Elle doit son nom à la tribu indienne des Hurons-Wendat. On l'appelait à l'origine la sebright américaine ou la sebright cochin.

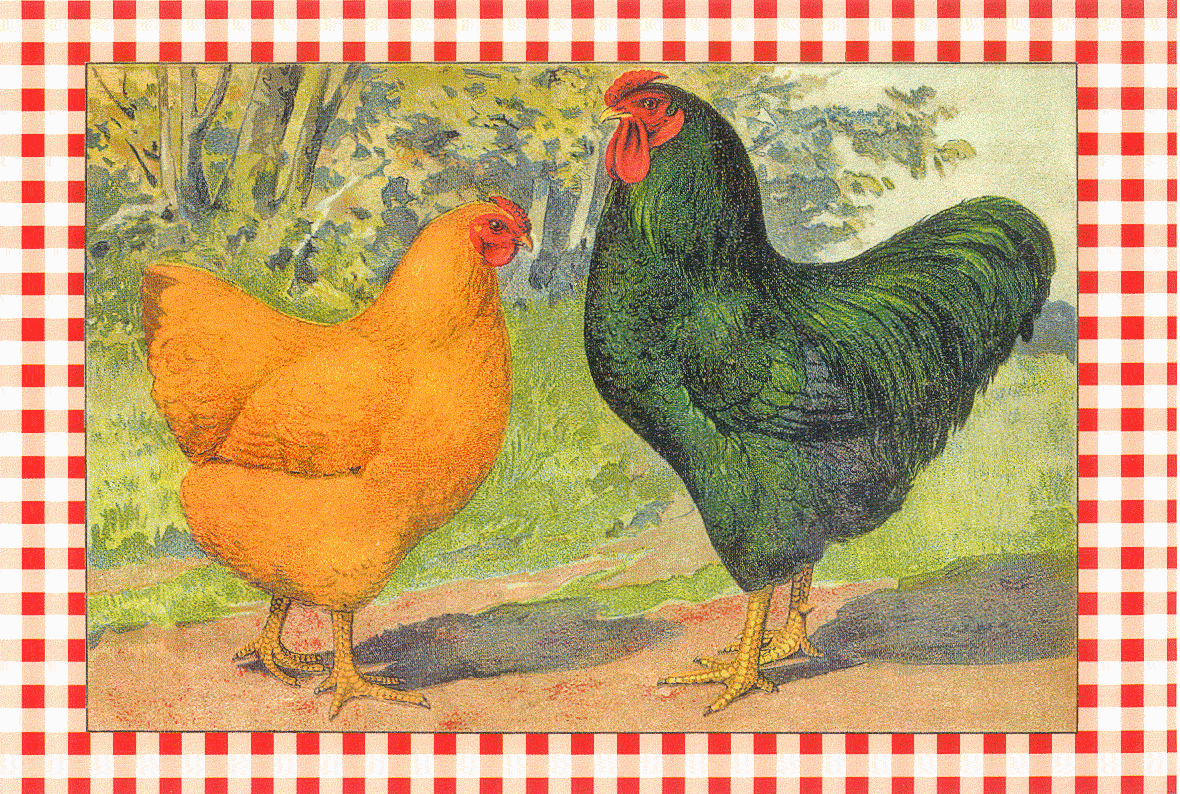
Coq wyandotte noir et poule fauve.

## Description
La wyandotte a été très longtemps populaire dans les élevages, surtout après la Seconde Guerre mondiale, en raison de ses nombreuses qualités. Actuellement, elle est moins abondante, mais reste bien présente dans les expositions.
C'est une volaille de bonne taille, très rustique, élevée pour sa productivité : chair et œufs, mais aussi pour sa beauté en vue des expositions. Les poules sont de très bonnes pondeuses et de bonnes couveuses. La sélection doit se faire sur les sujets bien développés et précoces, sans lourdeur, à forme de lyre, au dos assez moyen et concave, avec du bouffant sur la selle, avec une queue courte, arrondie et ouverte, une fine crête frisée et perlée et des tarses jaunes.
Actuellement, parmi les races naines, la wyandotte est très répandue en France ; les variétés plus courantes sont la dorée à liseré, l'argentée à liseré ainsi que la blanche herminée. Il existe une vingtaine de couleurs.

### Origine
Originaire des États-Unis, elle fut reconnue en 1883, puis importée en Europe depuis 1890. Ses origines sont incertaines, mais elle pourrait être issue de la poule de Hambourg et de la brahma. Elle figure parmi les 108 races de poule reconnues du British Poultry Standard.

### Standard officiel
- Crête : frisée, fine et perlée
- Oreillons : rouges
- Couleur des yeux : rouge orangé, brun foncé, miel, de forme ronde
- Couleur de la peau : jaune
- Couleur des tarses : jaune
- Variétés de plumage (grande race) : blanc, bleu, fauve, noir, rouge, barré, saumon coucou doré, noir caillouté blanc, blanc herminé noir, blanc herminé bleu, fauve herminé noir, fauve herminé bleu, argenté liseré noir, doré liseré noir, doré liseré bleu, doré liseré blanc, perdrix doré, perdrix doré clair maillé, perdrix bleu doré maillé, perdrix argenté, perdrix doré maillé, perdrix argenté maillé, perdrix bleu argenté maillé, porcelaine rouge.
- Pour la race naine les coloris sont plus nombreux : blanc, bleu, fauve, gris perle, noir, rouge, coucou fauve, barré, saumon coucou doré, saumoné, saumoné bleu, noir caillouté blanc, blanc herminé noir, blanc herminé bleu, fauve herminé bleu, fauve herminé noir, noir à camail argenté, noir à camail argenté et poitrine liserée, noir à camail doré, argenté liseré noir, argenté liseré bleu, doré liseré noir, doré liseré bleu, doré liseré blanc, fauve liseré noir, perdrix doré, perdrix doré clair, perdrix argenté, perdrix doré maillé, perdrix doré clair maillé, perdrix bleu doré maillé, perdrix argenté maillé, perdrix bleu argenté maillé, perdrix brun maillé, porcelaine rouge[1].

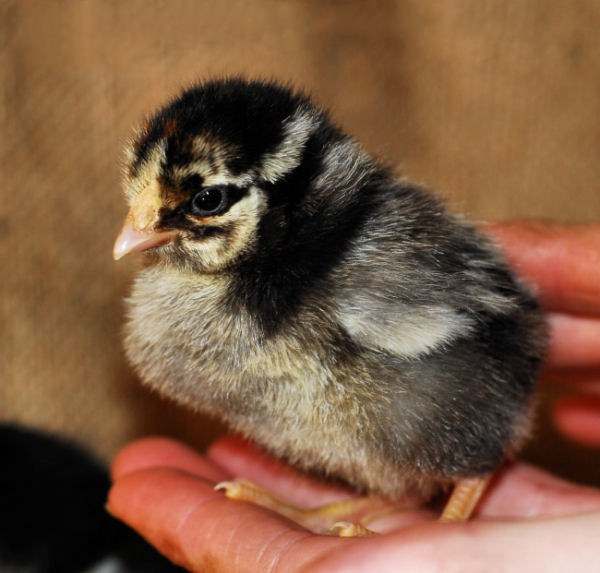
Poussin wyandotte argenté liseré noir.
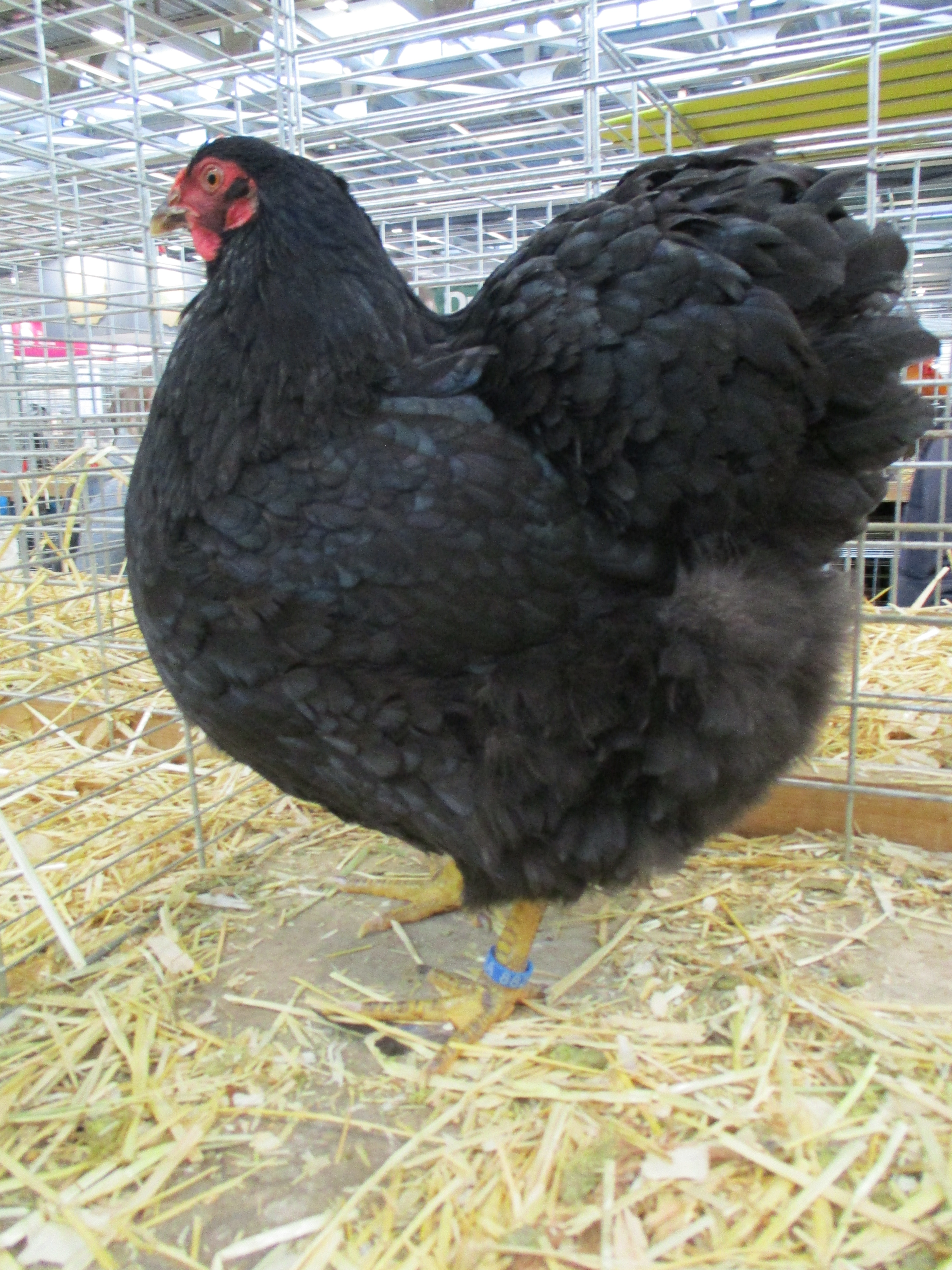
Poule wyandotte noire.
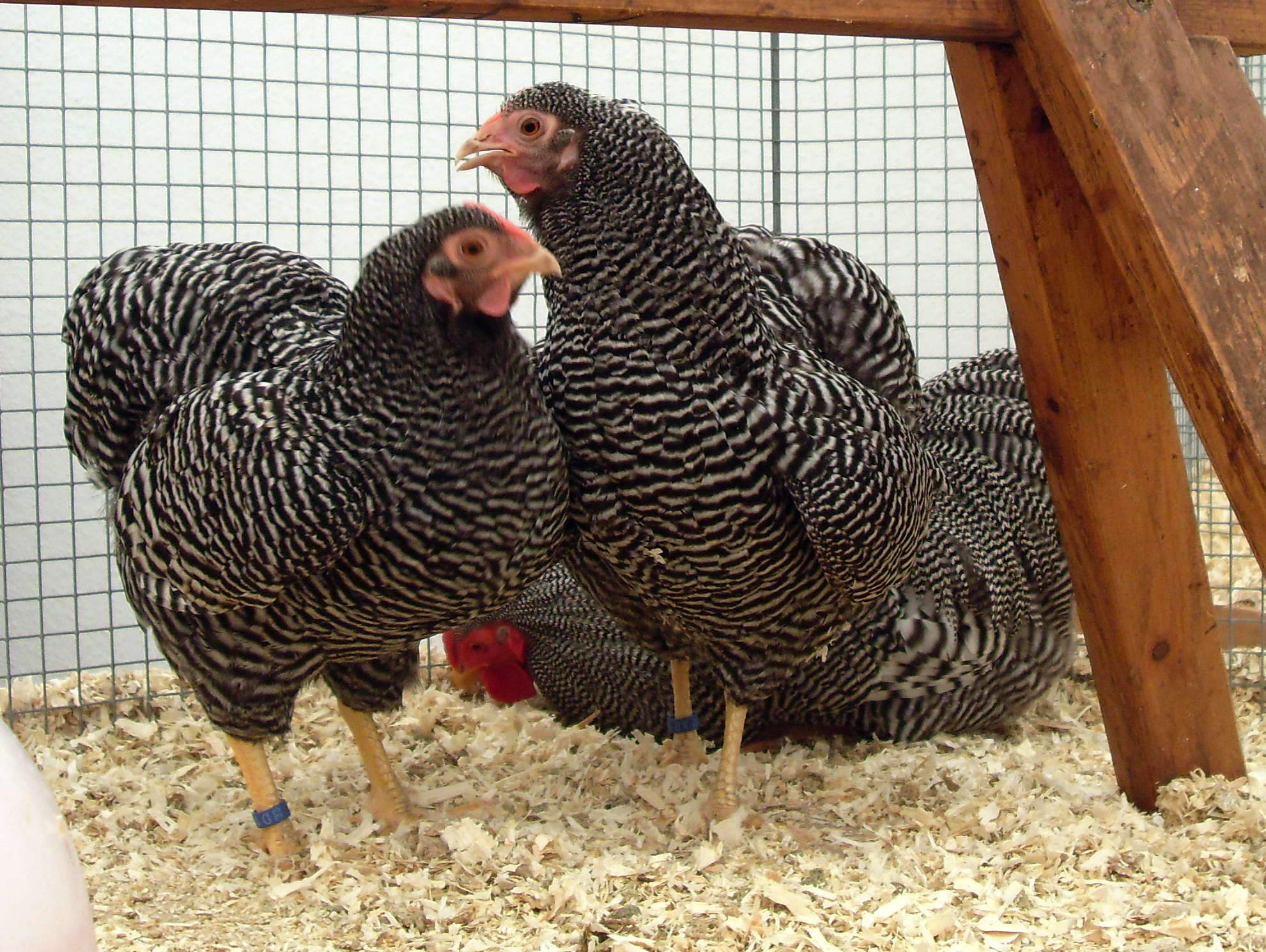
Poules wyandottes naines barrées.
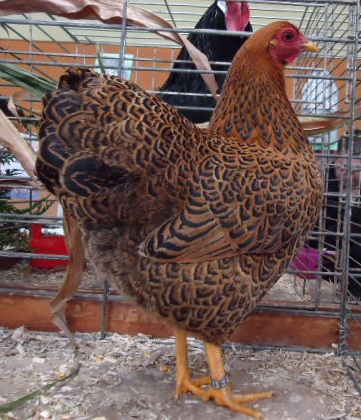
Poule Wyandotte perdrix brun maillé naine.
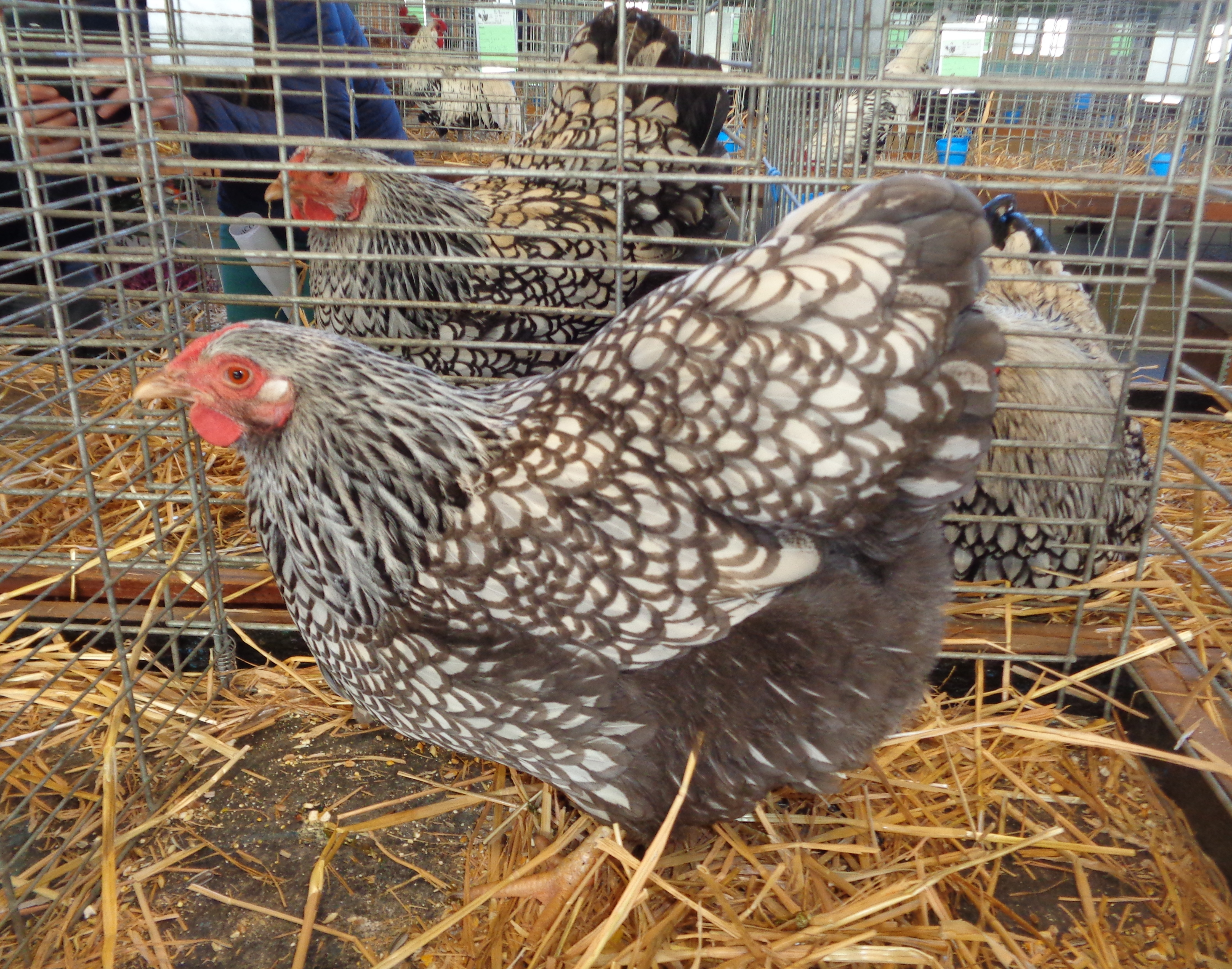
Poule Wyandotte argenté liseré bleu (grande race).
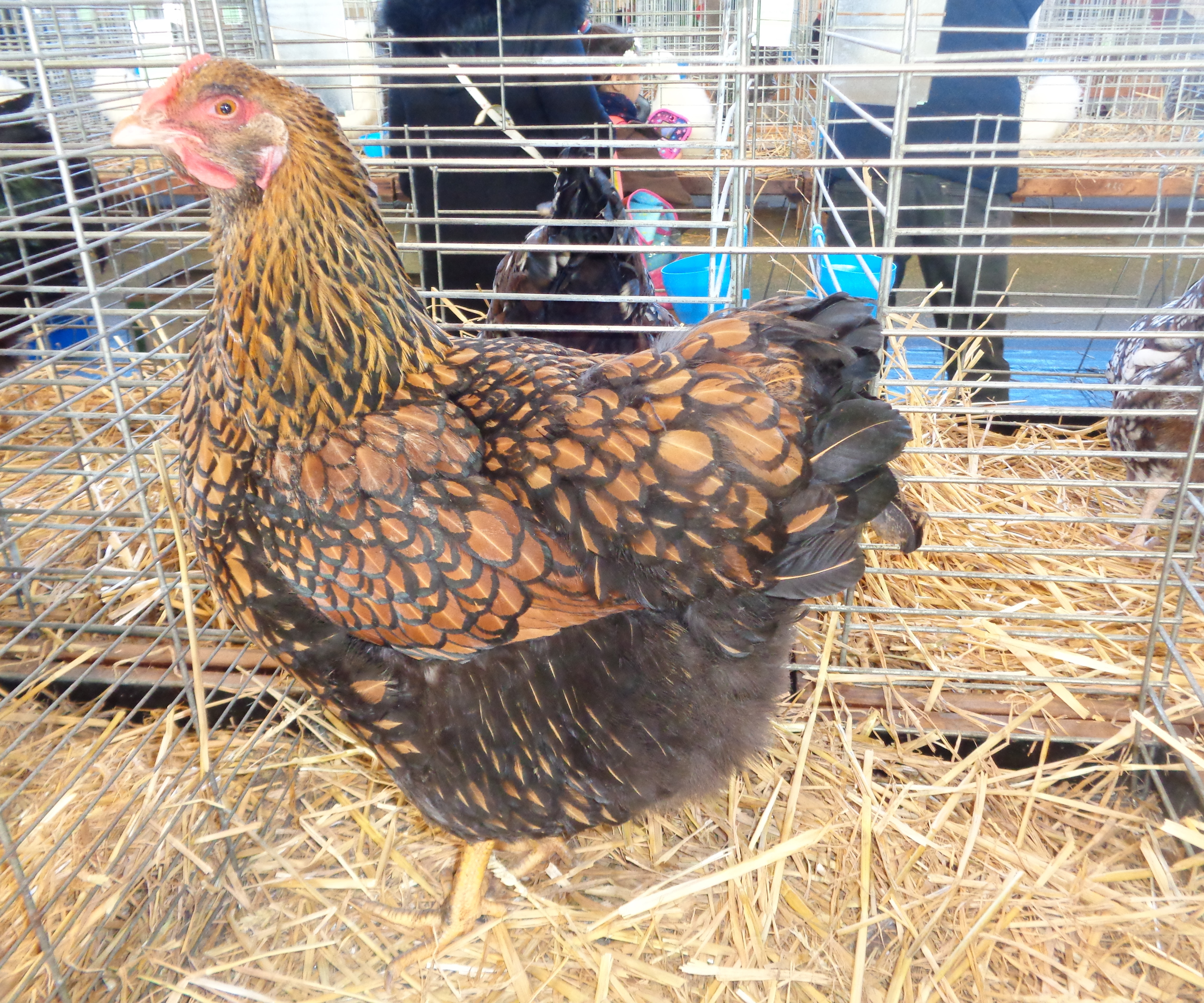
Poule Wyandotte fauve liseré noir (grande race).

Grande race :
- masse idéale :
  - coq : 3,2 à 3,9 kg,
  - poule : 2,5 à 3 kg ;
- oeufs à couver : min. 55 g, coquille brun à roux ;
- diamètre des bagues :
  - coq : 22 mm ;
  - poule : 20 mm.

Naine :
- masse idéale :
  - coq : 1,3 kg,
  - poule : 1 kg ;

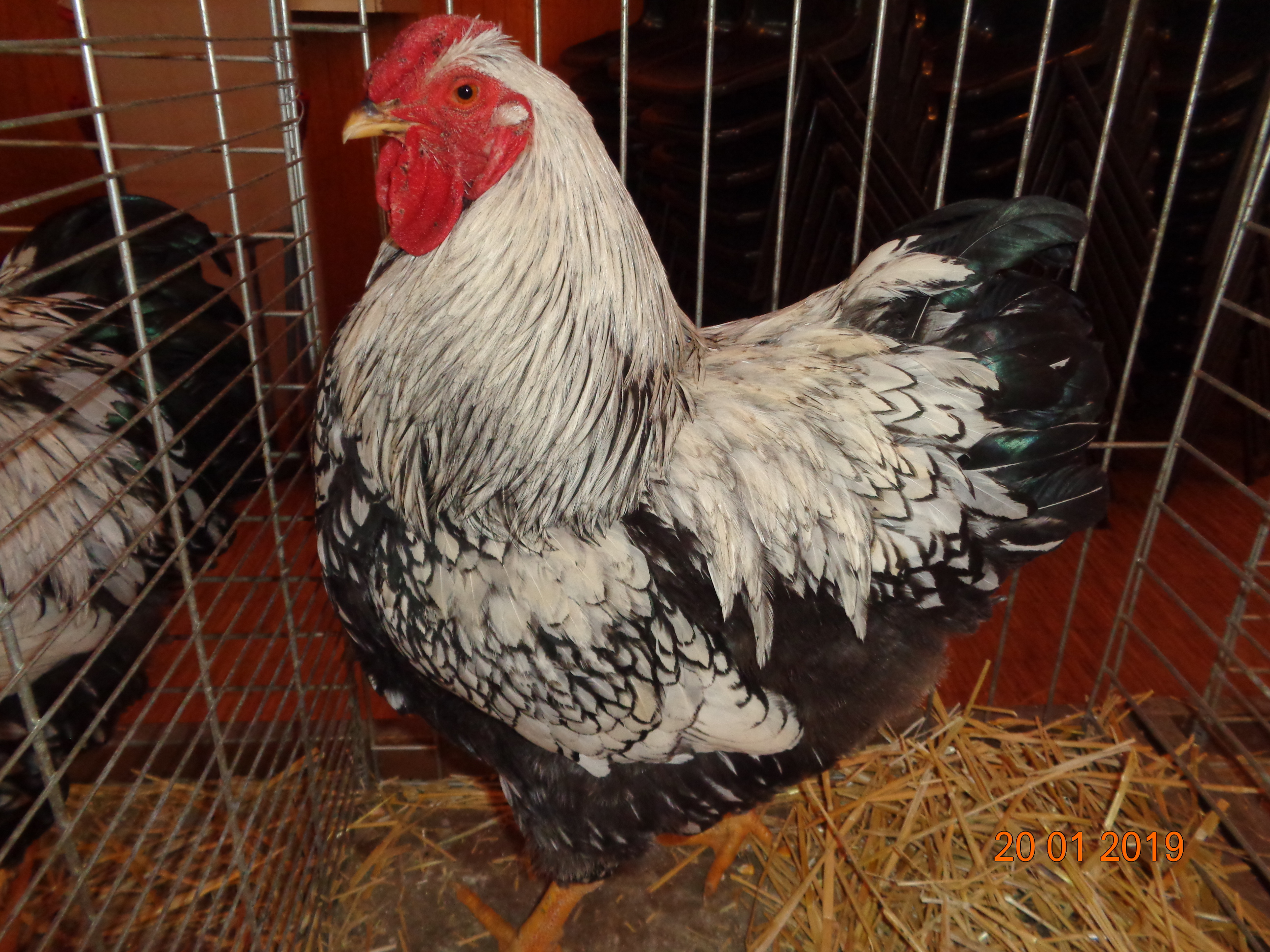
Coq Wyandotte argenté liseré noir (grande race).

- oeufs à couver : min. 35 g, coquille brun clair à rosé ;
- diamètre des bagues :
  - coq : 15 mm,
  - poule : 13 mm.

## Sources
- Le Standard officiel des volailles (Poules, oies, dindons, canards et pintades), édité par la Société centrale d'aviculture de France.